# Otholobium sericeum
Otholobium sericeum är en ärtväxtart som först beskrevs av Jean Louis Marie Poiret, och fick sitt nu gällande namn av Charles Howard Stirton. Otholobium sericeum ingår i släktet Otholobium och familjen ärtväxter. Inga underarter finns listade i Catalogue of Life.